# Isidor Soyka
Isidor Soyka, auch Soika, Sojka,  (* 26. April 1850 in Jermer, Kaisertum Österreich; † 23. Februar 1889 in Prag, Österreich-Ungarn) war ein böhmischer Mediziner, der vor allem auf den Gebieten Öffentliche Gesundheit, Epidemiologie, Bakteriologie, Pathologie und Hygiene tätig war.

## Leben
Soyka, der Sohn eines jüdischen Kaufmanns, besuchte das Gymnasium in Königgrätz und studierte ab 1868 Medizin an der Prager Karls-Universität bei Eduard von Hering und Edwin Klebs. 1873 wurde er Assistent am Pathologisch-Anatomischen Institut in Prag bei Klebs, wo er 1874 promoviert wurde. Bei Klebs entstand sein Interesse für Bakteriologie. 1877 habilitierte er sich in Prag für Pathologische Anatomie und 1878 für Hygiene. Er war zu mehreren Studienaufenthalten bei Max von Pettenkofer in München. 1879 wurde er auf Anregung von Pettenkofer zweiter Assistent am Hygienischen Institut in München. Dort habilitierte er sich 1880 für Bauhygiene an der Königlich Bayerischen Technischen Hochschule, an der 1880 bis 1883 gleichzeitig zu seiner Assistentenstelle an der Universität war. 1884 kehrte er nach Prag zurück und wurde außerordentlicher Professor für Hygiene in an der medizinischen Fakultät der Deutschen Universität Prag. Das war der erste Lehrstuhl für Hygiene in Böhmen und Mähren, und er baute auch ein Hygieneinstitut nach Münchner Vorbild auf. Ab 1884 unternahm er Studienreisen nach London, Den Haag, Berlin (Robert Koch, 1885), Kopenhagen und Brüssel (1888). Im damaligen Streit der Schulen von Koch und Pettenkofer – Koch war Vertreter der Bakteriologie, Pettenkofer der alten Miasmentheorie – nahm er eine vermittelnde Rolle ein, auch über seine Untersuchung über Zersetzungsvorgänge im Boden. Er veröffentlichte über Kanalisation, Trinkwasser und Stadtsanierung. Außerdem arbeitete er in der Bakteriologie und legte eine Sammlung nach eigenen Methoden fixierter Mikroorganismen an, die auch im Ausland ausgestellt wurde. Er galt zu seiner Zeit als umstritten. 1889 erschoss er sich, wozu gesundheitliche und familiäre Probleme beitrugen. Er litt unter Depressionen, Konzentrationsstörungen, Kopfschmerzen, Erschöpfungszuständen – außerdem wurde sein Bruder wegen einer Psychose im Krankenhaus behandelt (er starb 1888) und Soyka befürchtete eine erbliche Belastung – und es gab Konflikte (Verleumdungen) mit deutschen Kollegen an der Fakultät.
Soyka war Autor in der Real-Encyclopädie der gesammten Heilkunde. Er befasste sich vor allem mit Fragen der öffentlichen Gesundheit und mit Kanalisation und trug wesentlich zu sanitären Projekten in Prag und anderen Städten bei. Eine Abhandlung von 1888 war die erste Monographie über Grundwasser in deutscher Sprache.
Von ihm stammen die ersten Beobachtungen zur primären Amyloidose (das heißt ohne erkennbare Vorerkrankung).
1884 wurde er Mitglied der Leopoldina. Er war Ritter des Dannebrogordens und Mitglied des Sanitätsrats von Prag.

## Schriften
- Untersuchungen zur Kanalisation, München: Oldenbourg 1885
- Der Boden. In: Pettenkofer, Ziemssen (Hrsg.), Handbuch der Hygiene und der Gewerbekrankheiten, Verlag Vogel, Leipzig 1887
- Die Schwankungen des Grundwassers mit besonderer Berücksichtigung der mitteleuropäischen Verhältnisse, Albrecht Penck (Hrsg.), Geographische Abhandlungen, Band II, Heft 3, Wien: Hölzel 1888, Google Books
- Über den Einfluß des Bodens auf die Zersetzung organischen Substanzen, Z Biol., Band 14, 1878, S. 449–482.
- Zur Assanirung Prags, Prager Mediz. Wochenschrift, 1886
- Beiträge zu Albert Eulenburgs Real-Encyclopädie der gesammten Heilkunde. Erste Auflage.
  - Band 1 (1880) (Digitalisat), S. 474–485: Arbeiterhygiene
  - Band 2 (1880) (Digitalisat), S. 59–77: Bauhygiene; S. 104–112: Beleuchtung; S. 119–125: Bergwerke; S. 356–401: Boden
  - Band 5 (1881) (Digitalisat), S. 140–142: Excremente; S. 201–205: Fabrikhygiene; S. 206–209: Farben, Färbereien; S. 287–295: Findelhäuser; S. 499–506: Gase; S. 523–527: Gebärhäuser; S. 563–566: Gefängnisse (hygienisch)
  - Band 6 (1881) (Digitalisat), S. 156–158: Hadernkrankheit; S. 355–357: Hausschwamm; S. 633–635: Hüttenwerke
  - Band 8 (1881) (Digitalisat), S. 201–209: Leichenbestattung; S. 224–231: Leichenschau
  - Band 13 (1883) (Digitalisat), S. 14–42: Städtereinigung; S. 211–214: Strassenhygiene; S. 427–429: Tapeten
  - Band 14 (1883) (Digitalisat), S. 619–639: Wasserversorgung (Wasserleitung)
  - Band 15 (1883) (Digitalisat), S. 143–154 (Nachträge): Beleuchtung; S. 179 (Nachträge): Farben
- Zweite Auflage.
  - Band 1 (1885) (Digitalisat), S. 10–18: Abdeckereien; S. 229–241: Akklimatisation;